# Horoatu Crasnei
Horoatu Crasnei (węg. Krasznahorvát) – wieś w Rumunii, w okręgu Sălaj, w gminie Horoatu Crasnei. W 2011 roku liczyła 928 mieszkańców.